# Lijst van burgemeesters van Hellendoorn
Dit is een lijst van burgemeesters van de Nederlandse gemeente Hellendoorn in de provincie Overijssel.
| Ambtsperiode | Naam burgemeester                                   | Partij of stroming | Bijzonderheden                                           |
| ------------ | --------------------------------------------------- | ------------------ | -------------------------------------------------------- |
| 1811         | mr. Johannes van der Plas Bouwmeester               |                    | maire                                                    |
| 1811-1818    | Guillaume/Willem Horn                               |                    | maire, vanaf 1813 schout                                 |
| 1818-1831    | mr. Johannes van der Plas Bouwmeester               |                    | schout, vanaf 1825 burgemeester                          |
| 1831-1838    | Johannes Conradus Bouwmeester                       |                    |                                                          |
| 1838-1844    | Theodorus Everhardus Johannes Schaepman             |                    | werd burgemeester van Tubbergen                          |
| 1844-1875    | Robbert Campbell                                    |                    |                                                          |
| 1875-1896    | Adrianus Johannes Ninaber                           |                    | eerder burgemeester van Wanneperveen                     |
| 1896-1914    | Jacobus Catharinus de Joncheere                     |                    |                                                          |
| 1914-1924    | Henri François Marie Elisa graaf van Limburg Stirum |                    |                                                          |
| 1924-1925    | Hendrik Jan Meijboom                                |                    |                                                          |
| 1925-1937    | mr.dr. Leonard Cornelis van den Steen van Ommeren   |                    |                                                          |
| 1937-1943    | Eduard Carel Witschey                               | CHU                |                                                          |
| 1943-1944    | Henricus Christianus Maria Peeze Binkhorst          |                    |                                                          |
| 1944         | E.A. van Daalen                                     |                    | waarnemend                                               |
| 1944-1945    | M. Stevens                                          | NSB                | waarnemend, eerder burgemeester van Boxmeer              |
| 1945-1946    | mr. Gustaaf Willem baron van der Feltz              |                    | waarnemend                                               |
| 1945-1950    | Eduard Carel Witschey                               | CHU                | werd burgemeester van Alphen aan den Rijn                |
| 1950-1975    | mr. Frederik Reinhard Crommelin                     |                    | was burgemeester van Vollenhove                          |
| 1975-1986    | Barend (B.H.G.) ter Haar Romeny                     | CHU / CDA          |                                                          |
| 1986-1994    | Huib Boer                                           | CDA                | was burgemeester van Reimerswaal                         |
| 1993-1994    | mr. Leo (L.J.) van Splunder                         | CDA                | waarnemend, oud-burgemeester van Hardenberg              |
| 1994-2010    | ir. Hans (J.J.) van Overbeeke                       | CDA                | was burgemeester van Den Ham                             |
| 2011-2011    | Jan (J.G.) Kristen                                  | PvdA               | waarnemend, oud-gedeputeerde van de provincie Overijssel |
| 2011-2021    | Anneke (A.H.) Raven BA                              | CDA                |                                                          |
| 2021-heden   | Jorrit (J.J.) Eijbersen MBA                         | VVD                |                                                          |